# 鳥取市立用瀬中学校
鳥取市立用瀬中学校（とっとりしりつ もちがせちゅうがっこう）は、かつて鳥取県鳥取市の用瀬町にあった公立中学校。

## 概要
2013年4月に鳥取市立佐治中学校との統合に伴い、2013年3月31日をもって閉校。
統合校舎は鳥取市立千代南中学校として新たに当校の敷地内に建設された。校区の鳥取市立用瀬小学校と小中連携教育を行っていた。

## 沿革
- 1956年（昭和31年）4月1日 - 三角中学校・社中学校を統合し、設立。
- 2004年（平成16年）11月1日 - 用瀬町が鳥取市に編入されたことに伴い、鳥取市立用瀬中学校と改称する。
- 2013年（平成25年）3月31日 - 佐治中学校との統合に伴い閉校。

## 通学区域
- 用瀬小学校校区
  - 用瀬町赤波、用瀬町安蔵、用瀬町家奥、用瀬町江波、用瀬町金屋、用瀬町川中、用瀬町樟原、用瀬町鷹狩、用瀬町古用瀬、用瀬町別府、用瀬町美成、用瀬町宮原、用瀬町用瀬、用瀬町屋住

## 出身者
- 大家涼子（ホッケー選手）[2]：グラクソ・スミスクラインOrange United所属、ロンドン五輪では負傷者交代要員として選手団に同行。